# Automotodrom Brno
De Automotodrom Brno is een circuit bij de Tsjechische stad Brno. Het circuit ligt op het grondgebied van de vlek Ostrovačice en de wijk Žebětín van Brno. De oorspronkelijke naam van het circuit was Masaryk-circuit (Tsjechisch: Masarykův okruh), genoemd naar de eerste president van Tsjechoslowakije, Tomáš Garrigue Masaryk. Het circuit wordt anno 2008 vooral gebruikt voor motorraces.
Het huidige circuit van Brno werd gebouwd tussen 1985 en 1987. Sinds 1930 werden er echter al races gehouden op een stratencircuit bij de stad.